# Liste der Kulturdenkmäler in Trier-Ehrang/Quint
In der Liste der Kulturdenkmäler in Trier-Ehrang/Quint sind alle Kulturdenkmäler des Ortsbezirks Ehrang/Quint der rheinland-pfälzischen Stadt Trier aufgeführt. Grundlage ist die Denkmalliste des Landes Rheinland-Pfalz (Stand: 8. Januar 2024).

## Denkmalzonen
| Bezeichnung                  | Lage                                      | Baujahr                 | Beschreibung | Bild            |
| ---------------------------- | ----------------------------------------- | ----------------------- | --- | --------------- |
| Denkmalzone Kyllstraße       | Ehrang, Kyllstraße 28, 29, 30 und 31 Lage | 17. und 18. Jahrhundert | für Ehrang typische Bebauung des 17. und 18. Jahrhunderts mit bescheidenen, nur wenige Achsen breiten ehemals kleinbäuerlichen Anwesen mit vorgelagerten Hof- und Gartenflächen (Nr. 28 bezeichnet 1697; Nr. 29 dreigeschossig) | BW              |
| Denkmalzone Pastorenfriedhof | Ehrang, Oberstraße, gegenüber Nr. 51 Lage | 1812                    | Reste des 1812 angelegten, 1910 aufgegebenen Gemeindefriedhofs mit einigen Pfarrergräbern; Friedhofskreuz bezeichnet 1821; auf der Mauer zu Oberstraße 50 ein wohl barockes Grabkreuz                                           | Fotos hochladen |

## Einzeldenkmäler
| Bezeichnung                                 | Lage                                                    | Baujahr                              | Beschreibung | Bild                           |
| ------------------------------------------- | ------------------------------------------------------- | ------------------------------------ | --- | ------------------------------ |
| Ortsbefestigung Ehrang                      | Ehrang                                                  | nach 1346                            | sogenannte Ringmauer, infolge der Verleihung städtischer Rechte 1346 unter Erzbischof Balduin von Luxemburg errichtet, unter Kurfürst Johann VI. von der Leyen (1556–67) nach Süden und Osten erweitert, 1673 von französischen Truppen beschädigt, 1789 unter Kurfürst Clemens Wenzeslaus von Sachsen wiederhergestellt; bis auf die Ausbrüche der ehemals vier Tore fast vollständig erhalten, zum Teil in den angrenzenden Gebäuden vermauert; ehemals vorgelegter Graben vor allem auf Nord- und Ostseite anhand der Parzellengrenzen noch nachvollziehbar | Fotos hochladen                |
| Villa Seifer                                | Ehrang, An der Ehranger Mühle 10 Lage                   | um 1900                              | großbürgerliche Villa; hoch aufragender sandsteingegliederter Putzbau mit Walmdach, Treppenturm und Erkerturm, neugotische Motive, um 1900 | Fotos hochladen                |
| Verwaltungsgebäude der Ehranger Walzenmühle | Ehrang, An der Ehranger Mühle 11 Lage                   | Ende des 19. Jahrhunderts            | ehemalige Villa; späthistoristischer sandsteingegliederter Putzbau, wohl kurz vor Ende des 19. Jahrhunderts; Erdgeschosshalle mit geschnitzter eichener Wandvertäfelung, Deckenmalerei in der Art einer Gartenlaube | Fotos hochladen                |
| Wasserturm                                  | Ehrang, Ehranger Straße ohne Nummer Lage                | 1907–13                              | Eisenbahnwasserturm; auf kegelförmigem Unterbau aus Gusseisenplatten genieteter, kugelförmiger Wasserbehälter, 1907–13, heute relativ seltener Vertreter der um 1900 häufig gebauten Wassertürme nach dem System Intze | weitere Bilder Fotos hochladen |
| Bahnhof Ehrang                              | Ehrang, Ehranger Straße 2, 3, 4, 5, 7, 8 Lage           | nach 1881                            | ehemaliger Bahnhof der Eifelbahn; wohl nach 1881 begonnen; Ensemble aus Empfangsgebäude, Schuppen und Bedienstetenwohnhaus, das Empfangsgebäude ein malerischer Gruppenbau mit Rotsandsteinfassaden; bauliche Gesamtanlage | weitere Bilder Fotos hochladen |
| Großholzschule                              | Ehrang, Ehranger Straße 167 Lage                        | 1910/11                              | ehemalige Volksschule Ehrang-Bahnhof, 1910/11, 1933–1935 erweitert; Walmdachbau, klassizierende Reformarchitektur; Einfriedung; bauliche Gesamtanlage | Fotos hochladen                |
| Waldfriedhof                                | Ehrang, Friedhofstraße Lage                             | Anfang des 20. Jahrhunderts          | Anfang des 20. Jahrhunderts mit neugotischem Eingangstor angelegtes Areal; Grabstätte Familie Servais, eingefasst von neugotischem gusseisernen Geländer, wohl aus der Quinter Hütte, altarartiges Grabdenkmal P. Servais († 1908); vor der Friedhofsmauer „Pestkreuz“, bezeichnet 1683 (mit jüngerem Korpus) | weitere Bilder Fotos hochladen |
| Wohnhaus                                    | Ehrang, Friedhofstraße 24 Lage                          | letztes Viertel des 19. Jahrhunderts | zweigeschossiger, spätklassizistischer Putzbau, letztes Viertel des 19. Jahrhunderts | BW                             |
| Katholische Linkenbachkapelle               | Ehrang, Friedhofstraße 33c Lage                         | 1905                                 | neugotische Marienkapelle, sandsteingegliederter Putzbau mit Dachreiter, 1905 auf den Fundamenten eines 1805 erstmals erwähnten Vorgängerbaus errichtet | weitere Bilder Fotos hochladen |
| Bolognescher Hof                            | Ehrang, Fröhlicherstraße 13 Lage                        | 1695                                 | Ehemals Bologneser Hof, jetzt Pfarrhaus St. Peter; repräsentative Hofanlage, im Kern von 1695; stattlicher barocker Mansardwalmdachbau mit Freitreppe, nach 1761, über hohem Keller des späten 17. Jahrhunderts | Fotos hochladen                |
| Wohnhaus                                    | Ehrang, Fröhlicherstraße 14 Lage                        | spätes 18. Jahrhundert               | dreiachsiger barocker Mansarddachbau mit Wirtschaftsteil, spätes 18. Jahrhundert, im Kern älter | Fotos hochladen                |
| Winzerkapelle                               | Ehrang, Kapellenstraße 2a Lage                          | 18. Jahrhundert                      | kleine Barockkapelle, 18. Jahrhundert; am Türgewände: Hochwassermarke, bezeichnet 1784 | Fotos hochladen                |
| Wohnhaus                                    | Ehrang, Kyllstraße 45 Lage                              | 1805                                 | stattlicher dreigeschossiger Mansarddachbau, bezeichnet 1805; straßenbildprägend | Fotos hochladen                |
| Gasthaus Schützenhof                        | Ehrang, Kyllstraße 55 Lage                              | frühes 20. Jahrhundert               | ehemaliges Gasthaus „Schützenhof“; sandsteingegliederter Putzbau, barockisierender Heimatstil, frühes 20. Jahrhundert | weitere Bilder Fotos hochladen |
| Wegekreuz                                   | Ehrang, Laacher Weg, an Nr. 1 Lage                      | 14. oder 15. Jahrhundert             | Fragmente eines spätgotischen Wegekreuzes, Sandstein | Fotos hochladen                |
| Haus Biel                                   | Ehrang, Niederstraße 1, Fröhlicherstraße 20 und 21 Lage | 1592                                 | Eckwohn- und Geschäftshaus; sandsteingegliederter Massivbau, Mansarddach mit Krüppelwalm, bezeichnet 1592 und 1593, Umbauten um 1700 und 1770 (Dach); Kölner Decken sowie Takenanlage und Takenschrank um 1700, Malereireste; ältestes datiertes, besterhaltenes Gebäude in Ehrang; zugehörig schmaler Hof mit Rundbogentor, bezeichnet 1711; Nr. 20 und 21 die ehemaligen Wirtschaftsbauten, 18. Jahrhundert | Fotos hochladen                |
| Torbogen                                    | Ehrang, Niederstraße, bei Nr. 21 Lage                   |                                      | Sandsteintorbogen über die Stichgasse | Fotos hochladen                |
| Wegekreuz                                   | Ehrang, Niederstraße, bei Nr. 22a Lage                  | 1738                                 | Schaftkreuz, bezeichnet 1738 | Fotos hochladen                |
| Wohnhaus                                    | Ehrang, Niederstraße 26 Lage                            | 18. Jahrhundert                      | stattliches dreigeschossiges Wohnhaus, wohl Hauptgebäude der ehemaligen Meierei des Klosters St. Maria ad Martyres, St. Mergen, 18. Jahrhundert | Fotos hochladen                |
| Torbogen                                    | Ehrang, Niederstraße, bei Nr. 26 Lage                   | 1720                                 | Sandsteintorbogen über die Stichgasse, bezeichnet 1720 | Fotos hochladen                |
| Wohnhaus                                    | Ehrang, Niederstraße 53 Lage                            | 18. Jahrhundert                      | Wohnhaus mit Krüppelwalmdach, 18. Jahrhundert; zugehörig ummauerter Garten | Fotos hochladen                |
| Wohnhaus                                    | Ehrang, Niederstraße 72 Lage                            | 17. Jahrhundert                      | Wohnhaus, bezeichnet 1788, im Kern wohl aus dem 17. Jahrhundert | Fotos hochladen                |
| Wohnhaus                                    | Ehrang, Niederstraße 144 Lage                           | zweite Hälfte des 18. Jahrhunderts   | fünfachsiges Wohnhaus, zweite Hälfte des 18. Jahrhunderts, teilweise aufgestockt, Sockel mit Schmuckfliesen aus der Ehranger Plattenfabrik | Fotos hochladen                |
| Wohnhaus                                    | Ehrang, Niederstraße 145 Lage                           | 18. Jahrhundert                      | siebenachsiges Wohnhaus, 18. Jahrhundert, wohl mit älteren Teilen, einheitliche Fassade wohl aus dem 19. Jahrhundert (Rückseite modern); straßenbildprägend | Fotos hochladen                |
| Wohn- und Geschäftshaus                     | Ehrang, Niederstraße 150 Lage                           | 18. Jahrhundert                      | dreigeschossiges Eckwohn- und Geschäftshaus mit Mansardwalmdach, 18. Jahrhundert, im Kern wohl älter | Fotos hochladen                |
| Wohnhaus                                    | Ehrang, Oberstraße 3 Lage                               | 17. Jahrhundert                      | Wohnhaus mit gekuppelten geohrten Fenstern, im Kern wohl aus dem 17. Jahrhundert | Fotos hochladen                |
| Grundschule St. Peter                       | Ehrang, Oberstraße 8a Lage                              | 1895                                 | bichromer Sandsteinbau, neugotische Motive, 1895, Erweiterungen 1899, 1910 und 1921 | Fotos hochladen                |
| Turbine                                     | Ehrang, Oberstraße 30 Lage                              | 1902                                 | heute noch arbeitende Turbine, bezeichnet 1902; zugehörig der Wasserlauf des Mühlengrabens | Fotos hochladen                |
| Kieferkreuz                                 | Ehrang, Oberstraße, bei Nr. 57 Lage                     | 1686                                 | Kreuzigungs-Bildstock, bezeichnet 1686 | Fotos hochladen                |
| Hofanlage                                   | Ehrang, Oberstraße 60 Lage                              | 18. Jahrhundert                      | ehemalige Hofanlage; barocker Krüppelwalmdachbau, 18. Jahrhundert; straßenbildprägend | Fotos hochladen                |
| katholische Pfarrkirche St. Peter           | Ehrang, Oberstraße 65 Lage                              | 1873–1875                            | stattliche neugotische Hallenkirche, bichromer Sandsteinquaderbau mit von Treppentürmen flankiertem Eingangsturm; 1873–1875 nach Entwurf des luxemburgischen Staatsarchitekten Karl Arendt; Chorfenster und ein Schiffsfenster 1960 und 1991 von Jakob Schwarzkopf | weitere Bilder Fotos hochladen |
| Milokreuz                                   | Ehrang, Quinter Straße, bei Nr. 54 Lage                 | 1336                                 | dreiteiliges Wegekreuz, wohl 1336 erstmals genannt („Steinernes Kreuz“), Schaft eventuell römisch | Fotos hochladen                |
| Katholische Heidekapelle                    | Ehrang, Vordere Heide, bei Nr. 7a Lage                  | nach 1632                            | Neugotische Marienkapelle, sandsteingegliederter Putzbau mit Dachreiter, 1905 auf den Fundamenten eines 1805 erstmals erwähnten Vorgängerbaus errichtet Die Kapelle steht an einer Hangkante über der Mosel und ist das Ende eines Stationenwegs. Die um 1900 hier vorherrschende Heide ist 100 Jahre später verschwunden und durch Wald und etwas Wohnbebauung ersetzt worden. | weitere Bilder Fotos hochladen |
| Evangelische Pfarrkirche                    | Ehrang, Wallenbachstraße 1 und 3 Lage                   | 1928–30                              | Gruppenbau aus roten Sandsteinquadern in sachlichen Formen: Gemeindesaal mit darüber liegendem Kirchensaal, an der Ecke vorgeschobener quadratischer Kirchturm sowie Pfarrhaus, 1928–30, Architekten Rettig und Kellermann; ortsbildprägend | weitere Bilder Fotos hochladen |
| Wasserkraftwerk Kylltal                     | Ehrang, nordwestlich des Ortes (Ramsteiner Weg 20) Lage | 1902                                 | Laufwasserkraftwerk, 1902, Umbau 1926; Walmdachbau mit Maschinen- und Werkstatthalle sowie Wohnung, flankiert von eingeschossigen Anbauten (Turbinenkammer, Traforaum mit zwei Türmchen), zweigeschossiges Stallgebäude, umfriedeter Gartenbereich; beim Umbau Neuanlage des Wehrs in Form eines Walzenwehrs, unter anderem Werkstatthalle mit preußischer Kappendecke, gusseiserne Säule, Fischtreppe; erstes Kraftwerk auf dem europäischen Kontinent, bei dem Betrieb und Regelung sich selbsttätig regelten, noch heute sind die Maschinen aus dem frühen 20. Jahrhundert in Betrieb | Fotos hochladen                |
| Geißenkreuz                                 | Ehrang, nordwestlich des Ortes an der B 422 Lage        | 1673                                 | auch Ochsenkreuz; Balkenkreuz, Rotsandstein, bezeichnet 1673 | Fotos hochladen                |
| Osterkreuz                                  | Ehrang, südwestlich des Ortes Lage                      | 1827                                 | aufgesockeltes Schaftkreuz, bezeichnet 1827 | Fotos hochladen                |
| Blankenheimer Kreuz                         | Ehrang, westlich des Ortes am Ramsteiner Weg Lage       | 18. Jahrhundert                      | Schaftkreuz; Schaft wohl aus dem 18. Jahrhundert, Kreuz bezeichnet 1873 | weitere Bilder Fotos hochladen |
| Wohnhaus                                    | Quint, Peter-Klöckner-Straße 18 Lage                    | nach 1850                            | Wohnhaus oberhalb des ehemaligen Produktionsgeländes der Quinter Hütte, im Obergeschoss der Giebelseiten große Rundbogenfenster sowie im Giebel Rundbogenfenster mit radspeichenartiger Einteilung aus Gusseisen, wohl nach 1850 | Fotos hochladen                |
| Quinter Schloss                             | Quint, Schloßstraße 140 Lage                            | um 1760                              | barocke Dreiflügelanlage mit Mansardwalmdächern, siebzehnachsige Gartenfront mit aufwändig gestaltetem Mittelrisalit und Freitreppe, vor dem Ostflügel zwei eingeschossige Pavillons, Ehrenhof abgeschlossen durch niedrige Mauer mit gusseisernem Zaun aus der Quinter Hütte, um 1760 (?) auf dem Werksgelände vom Besitzer der Quinter Hütte J. F. von Pidoll als Wohn- und Verwaltungsgebäude errichtet, eventuell durch den Trierer Hofarchitekten Johannes Seiz und den Hofbildhauer Ferdinand Tietz; ehemals geometrisch angelegter Garten unter Einbeziehung des früheren Walzweihers im Landschaftsstil in der zweiten Hälfte des 19. Jahrhunderts umgestaltet, Reste zweier Brücken | weitere Bilder Fotos hochladen |
| Villa Krämer                                | Quint, Von-Pidoll-Straße 16 Lage                        | 1865                                 | 1865 von A. Krämer, dem damaligen Besitzer der Quinter Hütte, in großzügigem Gartengelände errichtete Baugruppe; Nr. 16 stattliche spätklassizistische Villa; alle Bauteile sowie Brunnen im Hof mit gusseisernen Zierelementen aus der Quinter Hütte; zugehörig Nr. 18 | Fotos hochladen                |
| Remise                                      | Quint, Von-Pidoll-Straße 18 Lage                        | 1865                                 | eineinhalbgeschossige Remise mit zweigeschossigen übergiebelten Risaliten | Fotos hochladen                |